# تشارلز هولاند (دراج)
تشارلز هولاند (بالإنجليزية: Charles Holland)‏ مواليد 20 سبتمبر 1908 في إنجلترا، المملكة المتحدة - الوفاة 15 ديسمبر 1989، كان دراج إنجليزي في صنف سباق الدراجات على الطريق وعلى المضمار. سبق أن شارك في دورة الألعاب الأولمبية الصيفية وفاز بميدالية أولمبية.

## الميداليات
| الميدالية | المسابقة                       |
| --------- | ------------------------------ |
| برونزية   | الألعاب الأولمبية الصيفية 1932 |

## روابط خارجية
- تشارلز هولاند على موقع أرشيف الدراجات (الإنجليزية)
- تشارلز هولاند على موقع إحصائيات الدراجات الإحترافية (الإنجليزية)
- تشارلز هولاند على موقع أوليمبيديا (الإنجليزية)